# 國立嘉義大學農學院
國立嘉義大學農學院，簡稱嘉大農學院，是位於國立嘉義大學蘭潭校本部的學院，前身為國立嘉義農業專科學校，2000年，國立嘉義大學成立時，設立農學院。

## 學院簡史

### 併校以前
1919年，臺灣總督府成立「臺灣公立嘉義農林學校」，分設農、林兩科。1921年，隨著行政區劃為臺南州嘉義街（後改制為臺南州嘉義市，今嘉義市）而改為「臺南州立嘉義農林學校」。1938年7月，遷校至民生南路，現「新民校區」（原「民生校區」）。1943年僅設農科，修業年限恢復為五年。
1945年，中華民國接管臺灣後，10月25日改為「臺灣省立嘉義農業職業學校」。1947年增設森林科，1948年增設園藝科，1951年7月，改為「臺灣省立嘉義高級農業職業學校」。1952年8月，蘭潭校區增設畜牧獸醫科。1954年8月1日，被選為示範農校，易名為「臺灣省立嘉義示範高級農業職業學校」，成立蘭潭分部。1965年7月1日，改制升格為「臺灣省立嘉義農業專科學校」，設有農藝、園藝、森林、畜牧獸醫等科，招收國中畢業生，在校修業5年。
1981年7月1日，改隸中央，易校名為「國立嘉義農業專科學校」。1985年1月，遷校至「蘭潭校區」現址。1997年7月1日，改制升格為「國立嘉義技術學院」，設有農藝技術系、園藝技術系、森林系、木材科學系、畜產技術系、獸醫學系、農業經營技術系、農場管理科（二年制公費生）等系科，招收大學部及專科部學生。

### 併校以後
- 2000年2月1日，與國立嘉義師範學院合併成「國立嘉義大學」，正式由農藝學系、園藝學系、森林學系、林產科學系、畜產學系、獸醫學系等6學系，及農學研究所、林業研究所組成「國立嘉義大學農學院」[2]。
- 2002年8月，園藝學系及畜產學系成立研究所碩士班，林業研究所更名為林業暨自然資源研究所。
- 2003年8月，畜產學系更名為動物科學系、增設農業生物技術研究所碩士班及精緻農業學系。
- 2004年8月，獸醫學系成立研究所碩士班、增設農學研究所博士班；進修部農藝學系、森林學系、獸醫學系及農業經營系調整為進修部農藝學系學士班、森林學系學士班、獸醫學系學士班及精緻農業學系學士班。93學年度增設農學研究所博士班，進修部二技木材科學系調整為進修部木材科學暨工藝學系學士班、進修部二技園藝學系調整為進修部園藝學系學士班。
- 2005年8月，森林學系改名為森林暨自然資源學系。
- 2006年8月，大學部增設景觀學系，精緻農業學系改名為生物農業科技學系。農藝學系、園藝學系、森林暨自然資源學系、林產科學系增設碩士班；農學所博士班分為植物組及動物組招生。
- 2009年8月1日，林產科學系更名為「林產科學暨家具工程學系」；生物農業科技學系與農業生物技術研究所合併為生物農業科技學系（所）；農藝學系進修部學士班停招。
- 2010年8月，森林暨自然資源學系再度招收進修部學士班；農學研究所博士班調整為農業科學博士學位學程班，原農學所碩士在職專調整為農藝學系碩士在職專班。
- 2010年9月13日，獸醫學系暨研究所遷至新民校區[3]。
- 2011年8月，獸醫學系招收碩士在職專班、森林暨自然資源學系再度停招進修部學士班。
- 2012年8月，成立植物醫學系並招收學生、林產科學暨家具工程學系更名為「木質材料與設計學系」。
- 2014年8月成立臨床獸醫學碩士班及農業科技全英碩士學位學程並招收學生。
- 2015年8月，成立園藝學系進修學士班農場管理組公費生專班並招收學生。
- 2016年8月，成立農場管理進修學士學位學程及景觀學系碩士班。
- 2016年8月，獸醫學系暨研究所改隸新成立的獸醫學院[4]。
- 2018年8月，成立植物醫學系碩士班及農學碩士在職專班。
- 2021年8月，農業科技全英碩士學位學程停招。

## 歷任院長
資料來源：
| 任別 | 姓名   | 任期                   | 備註     |
| ---- | ------ | ---------------------- | -------- |
| 1    | 沈再木 | 2000年2月1日-2005年2月 | 創院首任 |
| 2    | 劉景平 | 2005年2月-2013年2月    |          |
| 3    | 周世認 | 2013年2月-2016年2月    |          |
| 4    | 黃光亮 | 2016年2月-2018年8月    |          |
| 5    | 林翰謙 | 2018年8月-2021年8月    |          |
| 6    | 沈榮壽 | 2021年8月-             | 現任     |

## 旗下系所

### 農藝學系暨研究所
嘉大農藝，成立於1919年，前身為嘉義農林學校農科，是嘉農創校歷史最悠久的科系之一，以傳授作物學、植物生理學、遺傳學、作物育種學、生物統計學、土壤學和生物化學之課程為主，設有大學部學士課程、研究所碩士課程及碩士在職專班。

### 園藝學系暨研究所
嘉大園藝，成立於1948年，前身為嘉義農校園藝科，以教授果樹、蔬菜、花卉、景觀、園產品處理和加工等課程為主，設有大學部學士班及研究所碩士班。

### 森林暨自然資源學系暨研究所
嘉大森自，成立於1919年，前身為嘉義農林學校林科，是嘉農創校歷史最悠久的科系，以研究森林生物資源與生態、育林及生物技術、以及自然資源保育經營之相關課程，設有大學部學士班及研究所碩士班。

### 木質材料與設計學系暨研究所
嘉大木設，原稱「林產科學暨家具工程學系」，源自於嘉義農林學校林科，成立於1969年，前身為嘉義農專森林科森林利用組，以傳授木質材料、機能性複合材料、家具設計與製造以及製漿造紙、紙質文物、木建築、室內裝修、木材貿易等相關課程，設有大學部學士班及研究所碩士班。

### 動物科學系暨研究所
嘉大動科，原稱「畜產學系」，源自於嘉義高農畜牧獸醫科，成立於1967年，前身為嘉義農專畜牧獸醫科畜牧組，以研究動物營養、動物生理、遺傳與育種、禽畜生產、牧場經營與動物產品加工利用之相關課程，設有大學部學士班、進修學士班及研究所碩士班。

### 生物農業科技學系暨研究所
嘉大生農，成立於2009年，係由「精緻農業學系」（2003年設立）及「農業生物技術研究所」（2003年設立）整合成立，以教授生物科技、作物科學、經濟動物、實驗動物和應用微生物等相關課程為主，設有大學部學士班及研究所碩士班。

### 景觀學系暨研究所
嘉大景觀，成立於2006年，以傳授環境規劃、生態保育、公園綠地與開放空間設計、遊憩區規劃開發設計、都市設計、庭園設計、建築、土木、園藝、經濟、社會與心理等相關課程，設有大學部學士班及研究所碩士班。

### 植物醫學系暨研究所
嘉大植醫，源自於嘉義農專植物保護科，成立於2012年，以傳授植物病蟲害診斷及植物醫學之相關課程為主，設有大學部學士班及研究所碩士班。

### 農業科學博士學位學程
成立於2000年，原稱「農學研究所博士班」，2010年改為「農業科學博士學位學程」，修畢學分授予博士學位。

### 農學碩士在職專班
成立於2018年，為研究農學相關領域之課程，修畢學分授予碩士學位。

### 農場管理進修學士學位學程
成立於2016年，前身為嘉義農專二年制農場管理科（公費生），修習學程享有四年公費待遇，修畢學程學分取得學士學位。

## 附屬單位

### 園藝技藝中心
成立於1993年，為園藝機械化及自動化設施的聯合實習技藝中心。2000年嘉義大學成立後，其任務已轉移到蘭科植物的研發，並以蝴蝶蘭為初期發展之重點標的。

### 農業推廣中心
成立於1981年，前身為「嘉義農專農業推廣委員會」，2001年改為農業推廣中心，為辦理農業推廣教育、農業技術輔導、農業資訊服務、新技術開發推廣及其他相關推廣業務之機關。

### 動物試驗場
嘉義大學動物試驗場，前身為嘉義農專及嘉義農校之實習牧場，設有乳牛舍、雞舍、羊舍、豬舍及乳品加工廠等，並有販售其相關之生產品。

### 農林試驗場管理中心
下設有八掌、短竹實習農場、社口林場、水社寮林場等單位。

## 外部連結
- 國立嘉義大學農學院（页面存档备份，存于） （繁體中文）（英文）
- 國立嘉義大學（页面存档备份，存于） （繁體中文）（英文）